# Col d'Utsuyona
Le col d'Utsunoya (宇津ノ谷峠, Utsunoya-tōge) est un col de montagne de l'ancienne route du Tōkaidō reliant la capitale Edo à Kyoto. Situé entre l'ancienne shukuba de Mariko-juku, dans ce qui est de nos jours l'arrondissement Aoi-ku de la ville de Shizuoka, et la shukuba Okabe-juku dans l'actuelle ville de Fujieda, c'est l'unique portion de route de l'époque de Heian qui nous est parvenue. Le col a été désigné site historique national le 22 février 2010.
Le tracé du Tōkaidō longeait la côte de la baie de Suruga durant l'époque de Nara. Toutefois, en raison de la côte sauvage de la région, la route a été déplacée à l'intérieur des terres au Utsunoya-tōge au cours de l'époque de Heian. Mention du col est faite fréquemment dans la poésie waka de l'époque de Heian avec des références à la route étroite et au son des bouscarles chanteuses dans la zone. Cependant, durant la bataille d'Odawara de 1590, Toyotomi Hideyoshi a ordonné que la route du Tōkaidō soit légèrement déplacée sur son tracé actuel de telle sorte que ses troupes soient moins gênées par un goulot d'étranglement. Le Tōkaidō de l'époque d'Edo a suivi ce nouveau tracé et le chemin de l'époque de Heian a été oublié jusqu'à sa redécouverte en 1965.
Durant l'ère Meiji, un tunnel moderne a été creusé sous le col d'Utsunoya. Achevé en 1876, c'était le premier tunnel au Japon à prélever un péage. Le tunnel a été utilisé jusqu'à sa fermeture par un incendie en 1896 mais a été remis en service de 1904 à 1930. Rendu obsolète par le développement de la circulation automobile, le tunnel d'origine a été remplacé en 1930 par un tunnel plus large et un second tunnel a été ajouté en 1959. Le tunnel de 1930 est utilisé par la route préfectorale Shizuoka 208 et le tunnel de 1959 par la route nationale 1.
En raison de la circulation sans cesse croissante, le tunnel Heisei Utsunoya-tōge a été achevé en 1990 sur la déviation d'Okabe de la route nationale 1.